# Валлелунга (трасса)

Конфигурация трассы в 2003 году

Автодром Валлелунга (итал. Autodromo di Vallelunga) — кольцевая гоночная трасса, расположенная в 32 километрах к северу от Рима, Италия. Используется для проведения автомобильных и мотоциклетных гонок как национальных итальянских, так и международных чемпионатов.

## История
Трасса была построена в 1951 году и первоначально представляла собой овал для трековых гонок. В 1958 году была добавлена петля внутри овала, удлинившая трассу до 1,746 километра. В 1963 году для проведения Гран-при Рима рядом с одним из поворотов овала была построена дорожная часть, общая длина трассы составила 3,222 километра. Гран-при Рима, входивший в зачёт чемпионата Европы по автогонкам Формулы-2, проводился на трассе с 1963 по 1991 год. С 1973 года проводилась гонка «6 часов Валлелунги», которая в 1973—1980 годах входила в зачёт чемпионата мира по автогонкам спортивных автомобилей. В 2006 году между поворотами Cimini и Trincea была добавлена новая петля, позволившая получить разрешение FIA на проведение тестов автомобилей Формулы-1. С 2001 года здесь также проводятся гонки «Европейской серии Ле-Ман», с 2007 года — этапы чемпионата мира по супербайку.

## Интересные факты
- Автомобиль De Tomaso Vallelunga получил своё название именно в честь этой трассы.